# Tułowice (gemeente)
De gemeente Tułowice is een landgemeente in het Poolse woiwodschap Opole, in powiat Opolski (Silezië).
De zetel van de gemeente is in Tułowice.
Op 30 juni 2004 telde de gemeente 5509 inwoners.

## Oppervlakte gegevens
In 2002 bedroeg de totale oppervlakte van gemeente Tułowice 81,13 km², waarvan:
- agrarisch gebied: 22%
- bossen: 70%

De gemeente beslaat 5,11% van de totale oppervlakte van de powiat.

## Demografie
Stand op 30 juni 2004:
| Omschrijving                   | Totaal | Totaal | Vrouwen | Vrouwen | Mannen | Mannen |
| ------------------------------ | ------ | ------ | ------- | ------- | ------ | ------ |
| eenheid                        | aantal | %      | aantal  | %       | aantal | %      |
| inwoners                       | 5509   | 100    | 2774    | 50,4    | 2735   | 49,6   |
| bevolkingsdichtheid (inw./km²) | 67,9   | 67,9   | 34,2    | 34,2    | 33,7   | 33,7   |

In 2002 bedroeg het gemiddelde inkomen per inwoner 1252,42 zł.

## Administratieve plaatsen (sołectwo)
Goszczowice, Ligota Tułowicka, Skarbiszowice, Szydłów, Tułowice.
Zonder de status sołectwo : Tułowice Małe.

## Aangrenzende gemeenten
Dąbrowa, Komprachcice, Korfantów, Łambinowice, Niemodlin, Prószków